# Irem M-77
Irem M-77 es una placa de arcade creada por Irem destinada a los salones arcade.

## Descripción
El Irem M-77 fue lanzada por Irem en 1988.
Posee un procesador Z80 a 3.579645 MHz, en el audio estaba a cargo el Z80 a 3.579545 MHz  manejando un chip de sonido YM2151 trabajando a 3.579545 MHz.
En esta placa funcionó 1 título: Meikyu Jima / Kickle Cubicle / Adventure Island.

## Especificaciones técnicas

### Procesador
- Z80 a 3.579645 MHz

### Audio
- Z80 a 3.579545 MHz

Chips de Sonido:
- - YM2151 trabajando a 3.579545 MHz

## Lista de videojuegos
- Vigilante